# 화남면 (상주시)
화남면(化南面)은 대한민국 경상북도 상주시의 면이다. 상주시 서북부에 위치한 산간 지역으로 충청북도 보은군과 도계를 이룬 관문으로서 남북으로 백두대간이 관통하고 임야가 86%를 차지하며 자연경관은 몰론 인근 지역 내에서도 청정지역으로 유명하다.

## 개요
화남면은 신라시대에는 탑칠군이라 하다가 제35대 신라 경덕왕이 화령군이라 개칭하였고, 고려시대에는 화령현으로 이어졌다. 조선 태종 13년 상주목으로 편입되었고, 1895년 5월 26일 고종 32년 상주군으로 개편될 때 중화의 북쪽에 위치하였다 하여 화북면에 편입시켰고, 1948년 화북면 남부출장소를 설치하였다. 1950년 2월 10일 화북면 평온리에 남부출장소를 설치하여 화북면 남부출장소에 속하여 동관, 평온, 임곡, 중눌, 소곡 관할하게 했다. 1989년 4월 1일 화북면 남부출장소가 39년 만에 화남면으로 승격하였고, 1989년 4월 1일 면으로 승격시 중화의 남쪽에 있다하여 화남면으로 칭하였다.

## 법정리
- 동관리
- 평온리
- 임곡리
- 중눌리
- 소곡리

## 특산품
- 곶감
- 수수
- 호두
- 화남쌀
- 고추

## 역대 면장
- 1대 정재순 (1989.4.1 ~ 1991.12.30)
- 2대 남영원 (1991.12.31 ~ 1993.6.30)
- 3대 김교원 (1993.7.1 ~ 1997.6.30)
- 4대 정두식 (1997.7.1 ~ 1998.3.5)
- 5대 장두광 (1998.3.6 ~ 2000.7.23)
- 6대 최상근 (2000.7.24 ~ 2002.8.4)
- 7대 김정현 (2002.8.5 ~ 2004.2.29)
- 8대 조식연 (2004.3.1 ~ 2005.9.4)
- 9대 이상국 (2005.9.5 ~ 2007.2.27)
- 10대 채홍묵 (2007.2.28 ~ 2009.4.12)
- 11대 박상우 (2009.4.13 ~ 2010.8.15)
- 12대 차영덕 (2010.8.16 ~ 2011.7.19)
- 13대 우경애 (2011.7.20 ~ 2011.10.20)
- 14대 권용훈 (2012.1.20 ~ 2012.12.31)
- 15대 조재호 (2013.1.1 ~ 2015.6.30)
- 16대 류태모 (2015.7.13 ~ 2017.6.30)
- 17대 신동국 (2017.7.1 ~ 2017.12.31)
- 18대 박근배 (2018.1.1 ~ 2018.12.31)
- 19대 심명숙 (2019.1.1 ~ 2019.12.31)
- 20대 정하목 (2020.1.1 ~ 2020.12.30)
- 21대 박정소 (2020.1.5 ~ 2022.12.31)
- 22대 장동욱 (2023.1.1 ~ 2023.12.31)
- 23대 장호동 (2024.1.1 ~ 현재)